# NGC 7268
NGC 7268 este o interacțiune de galaxii situată în constelația Peștele Austral. A fost descoperită în 28 septembrie 1834 de către John Herschel. Se află la o distanță de 116,53 megaparseci de Pământ.